# Línguas paman
As línguas Paman fazem parte de uma família de línguas da Austrália (Pama–Nyungan) faladas na Península do Cabo York, Queensland. Foram percebidas primeiramente por Kenneth Hale, as Paman são notáveis pelas profundas diferenças de fonologia experimentadas por suas descendentes.

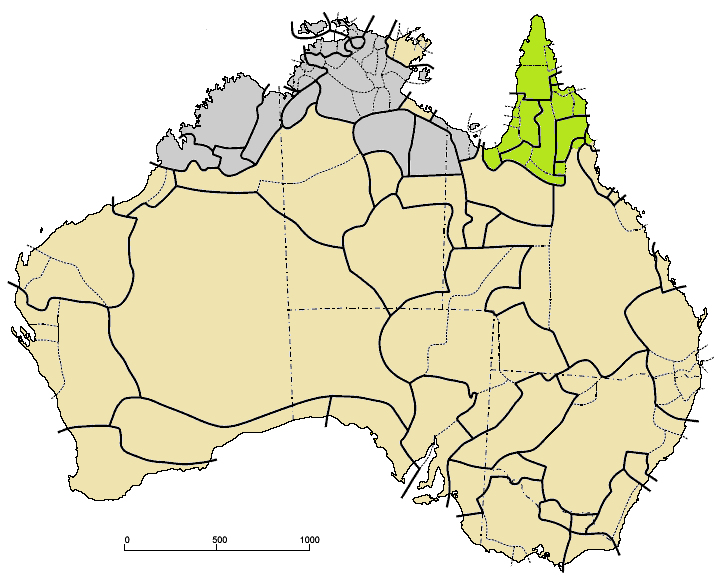
Línguas Paman (verde)

## Classificação
Existem váriasclassificações das línguas Paman. A apresentada a seguir é aquela de R. W. Dixon, onde o próprio não aceita que esses ramos sejam necessariamente relacionados entre si.
Geograficamente, ao longo do litoral leste, são essas:
- Norte do Cabo York (Paman e Umpila do norte)
- Umbindhamu (†) extinta
- Lamalamic: Umbuygamu (†), Lama-Lama (quase extinta) (relacionadas)
- Yalgawarra (ilha Flinders) (†)l
- Yalanjic: Guugu Yimidhirr, Gugu Yalandyi, Barrow Point (†)
- Mbariman-Gudhinma (língua gugu warra) (interior) (†)
- Djabugay (†)

Ao longo do litoral oeste temos:
- Norte do Cabo York (Norte Paman e Wik)
- Sudoeste
- Kok Narr (†)
- Norman Paman: Kurtjar, Kuthant (relacionadas)
- língua gugadjGugadj (†)

No interior, ao sul de Wik, temos:
- Thaypan (Rarmul Pama, relacionada): Thaypan (?Rarmul) (quase extinta), Aghu Tharrnggala (†), Ikarranggali–Alungul–Angkula (†), Takalak (†)
- Sul: Agwamin (†), Mbabaram (†), Mbara (Austrália) (†), Walangama (†)

O nome Gugu Mini significa “bom discurso“e têm sido aplicado para vários idiomas na área de Thaypan
. 'língua Possum' (Koko-Possum, Gugu Yawa) é outro nome genérico aplicado na área.
A não classificada língua do  rio marrett (†) era presumivelmente Paman, mesmo sendo distinta de suas vizinhas, como presumivelmente era a Wik Paach (†). As línguas Mayábicas (†) os sudoeste já foram também classificadas como  Paman, mas foram excluídas por  Bowern (2011). A Alodja pode ter sido outra das línguas Thaypan / Rarmul Pama.